# Christian Thielemann
Christian Thielemann (n. 1 aprilie 1959, Berlinul Occidental, Germania sub ocupație aliată) este un dirijor german, dirijorul șef al cunoscutei Staatskapelle Dresden și directorul Festivalului de Paște de la Salzburg.

## Biografie și carieră
Originar în Berlinul de Vest, Thielemann a studiat viola și pianul la en  Hochschule für Musik din Berlin, luând lecții private de compoziție muzicală și dirijorat înainte de a deveni répétiteur la doar 19 ani la Deutsche Oper Berlin cu Heinrich Hollreiser, ca asistent al lui Herbert von Karajan. Apoi a lucrat la diferite teatre de mai mică sau mai mare importanță, incluzând Musiktheater im Revier din Gelsenkirchen, la un teatru liric din Karlsruhe, apoi la Hannover, la Deutsche Oper am Rhein din Düsseldorf, ca prim Kapellmeister și la Nürnberg ca Generalmusikdirektor înainte reîntoarcerii sale la Deutsche Oper Berlin în 1991 pentru a dirija Lohengrin de Wagner. În această perioadă l-a asistat pe Daniel Barenboim la Bayreuth Festspielhaus.